# Шестивратная башня
Шестивратная башня, которую также называли «Шестеро ворот» — башня, предмостное укрепление, находившаяся на замоскворецкой стороне Всехсвятского каменного моста. К Шестивратной башне примыкали вторая кремлёвская стена и стена Белого города.

## Описание
Башня имела шесть воротных проёмов, обращённых к мосту и служивших для проезда к набережной. У неё было также несколько пирамидальных ярусов, соотнесённых с ярусами Боровицкой башни Кремля, и два шатра, увенчанных двуглавыми орлами. Башня имела нарядный архитектурный декор: второй и четвёртый ярусы были украшены колоннами с кубовидными капителями и кольцеобразными перехватами. Парапеты ворот разделялись столбиками с орнаментом. Башня была убрана ажурными фронтонами, живописными изразцами, столбиками с шарами и двурогими зубцами. Над воротами располагались «корчемная канцелярия» и тюрьма для уличённых в корчемстве. Над ними было устроено «верхнее гульбище». По концам моста, примыкая к башне, находились торговые лавки, середину ограждали высокие парапеты.